# فارا دي سوليغو
فارا دي سوليجو (بالإيطالية: Farra di Soligo)‏ هي بلدية في مقاطعة تريفيزو في منطقة فنيتة الإيطالية، وتقع على بعد 50 كيلومترًا (31 ميلًا) شمال غرب مدينة البندقية، و25 كيلومترًا (16 ميلًا) شمال غرب تريفيزو.